# Upplands runinskrifter 492
Upplands runinskrifter 492 är en vikingatida runsten av granit i Örby, Lagga socken och Knivsta kommun. Stenen mäter 1,65 gånger 1,35 gånger 0,45 meter. Runslingans höjd är 10 centimeter och stenens framsida vetter mot sydväst.
Stenens plats benämns redan i anteckningar från 1600-talet om den som Örby backe. Den står troligen kvar på sin ursprungliga plats. Runföljden "AURIR" återger ett personnamn, men man känner inte till något namn som skulle kunna passa in på den runföljden. Den har därför inte kunnat ges någon säker tolkning.

## Inskriften
Translitterering av runraden:
× asbion + auk + kisl + aurir + auk + auþbiorn + litu rita + stin aftʀ + biorn + foþur sin +
Normalisering till runsvenska:
Asbiorn ok Gisl, aurir ok Auðbiorn letu retta stæin æftiʀ Biorn, faður sinn.
Översättning till nusvenska:
Åsbjörn och Gisl, aurir och Ödbjörn läto uppresa stenen efter Björn, sin fader.
aurir kan vara ett tillnamn till Gisl, appellativet isländska eyrir – 'öre'. Ristaren kunde ha hoppat över ett 'auk' p.g.a. det följande namnet började med au och ristade aurir i stället för auk + aurir. Ett mansnamn auriʀ kan finnas på Vg 87, men läsningen är oviss.